# Ľubochňa
Ľubochňa este o comună slovacă, aflată în districtul Ružomberok din regiunea Žilina. Localitatea se află la altitudinea de 460 m deasupra n.m., se întinde pe o suprafață de 113,68 km2 și în 2017 număra 1.057 de locuitori. Se învecinează cu comuna Stankovany.

## Istoric
Localitatea Ľubochňa este atestată documentar din 1625.

## Demografie
| An:                | 1994 | 2004   | 2014   | 2024   |
| ------------------ | ---- | ------ | ------ | ------ |
| Număr de persoane: | 1065 | 1042   | 1053   | 1045   |
| Diferență:         |      | −2,15% | +1,05% | −0,75% |

| An:                | 2023 | 2024   |
| ------------------ | ---- | ------ |
| Număr de persoane: | 1052 | 1045   |
| Diferență:         |      | −0,66% |